# 首占镇
首占镇是中国福建省福州市长乐区下辖的一个镇。

## 行政区划
首占镇共辖13个村委会，分别是：
上洋村、首占村、朋上村、丰山村、岱边村、珠湖村、佑林村、礼元村、赤屿村、塘屿村、岭头村、屿后村、黄李村。